# Alan Jackson
|  | Per a altres significats, vegeu «Alan Jackson (ciclista)». |

Alan Jackson, nom amb què es coneix Alan Eugene Jackson (Newnan, Geòrgia, 17 d'octubre de 1958) és un cantant i compositor estatunidenc de música country. Té un estil tradicional de country, i ha escrit la majoria de les seves cançons. Entre tots els seus àlbums, 17 dels quals són d'estudi, ha venut més de 80 milions de còpies, amb 66 títols a les llistes de Billboard Hot Country Singles & Tracks, dels quals 38 han arribat als cinc millors, i 35 al número u, i dels 15 títols en arribar a la llista Billboard Top Country Albums, cinc han estat certificats multiplatí. Ha rebut dos premis Grammy, 16 de la Country Music Association, 17 de la Academy of Country Music i ha estat nominat a molts altres guardons. És membre del Grand Ole Opry des del 1991, i va entrar al Georgia Music Hall of Fame el 2001, al Country Music Hall of Fame el 2017, i al Nashville Songwriters Hall of Fame el 2018.

## Discografia

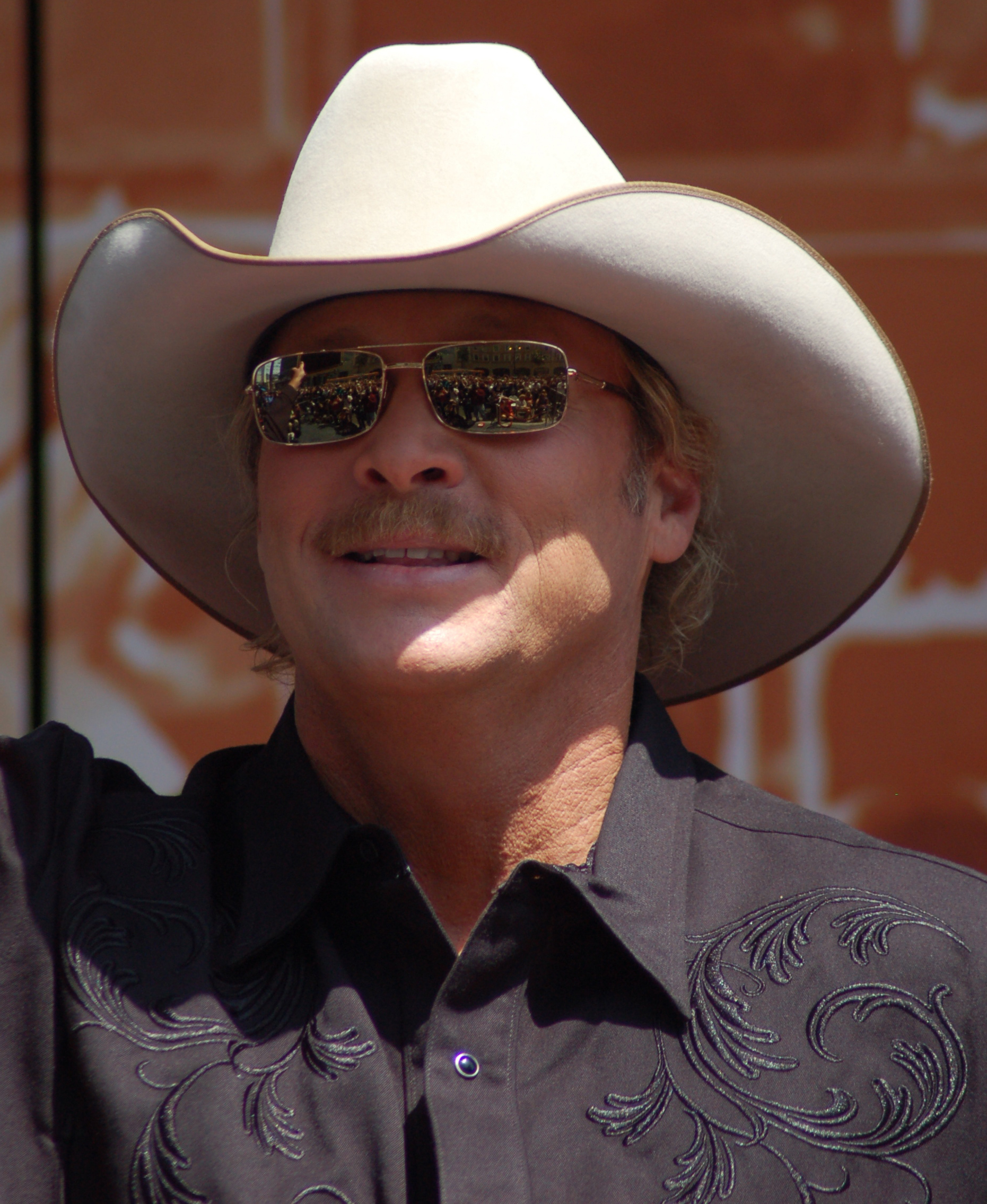
Alan Jackson en una foto de 2010.

### Àlbums d'estudi
- 1987: New Traditional
- 1990: Here in the Real World
- 1991: Don't Rock the Jukebox
- 1992: A Lot About Livin' (And a Little 'Bout Love)
- 1994: Who I Am
- 1996: Everything I Love
- 1998: High Mileage
- 1999: Under the Influence
- 2000: When Somebody Loves You
- 2002: Drive
- 2004: What I Do
- 2006: Like Red on a Rose
- 2008: Good Time
- 2010: Freight Train
- 2012: Thirty Miles West
- 2013: The Bluegrass Album
- 2015: Angels and Alcohol

### Recopilatoris
- 1995: The Greatest Hits
- 1999: Super Hits
- 2003: Greatest Hits Volume II... and Some Other Stuff
- 2004: The Very Best of Alan Jackson
- 2007: 16 Biggest Hits
- 2009: Norwegian Favorites
- 2009: Songs of Love and Heartache
- 2010: 34 Number Ones
- 2012: The Essential Alan Jackson
- 2012: Playlist: The Very Best of Alan Jackson
- 2015: Genuine: The Alan Jackson Story
- 2015: Precious Memories Collection

### Altres
- 1993: Honky Tonk Christmas (àlbum nadalenc)
- 2002: Let It Be Christmas (àlbum nadalenc)
- 2006: Precious Memories (àlbum de gòspel)
- 2007: Live at Texas Stadium, amb George Strait i Jimmy Buffett (àlbum en viu)
- 2013: Precious Memories Volume II (àlbum nadalenc)

## Guardons

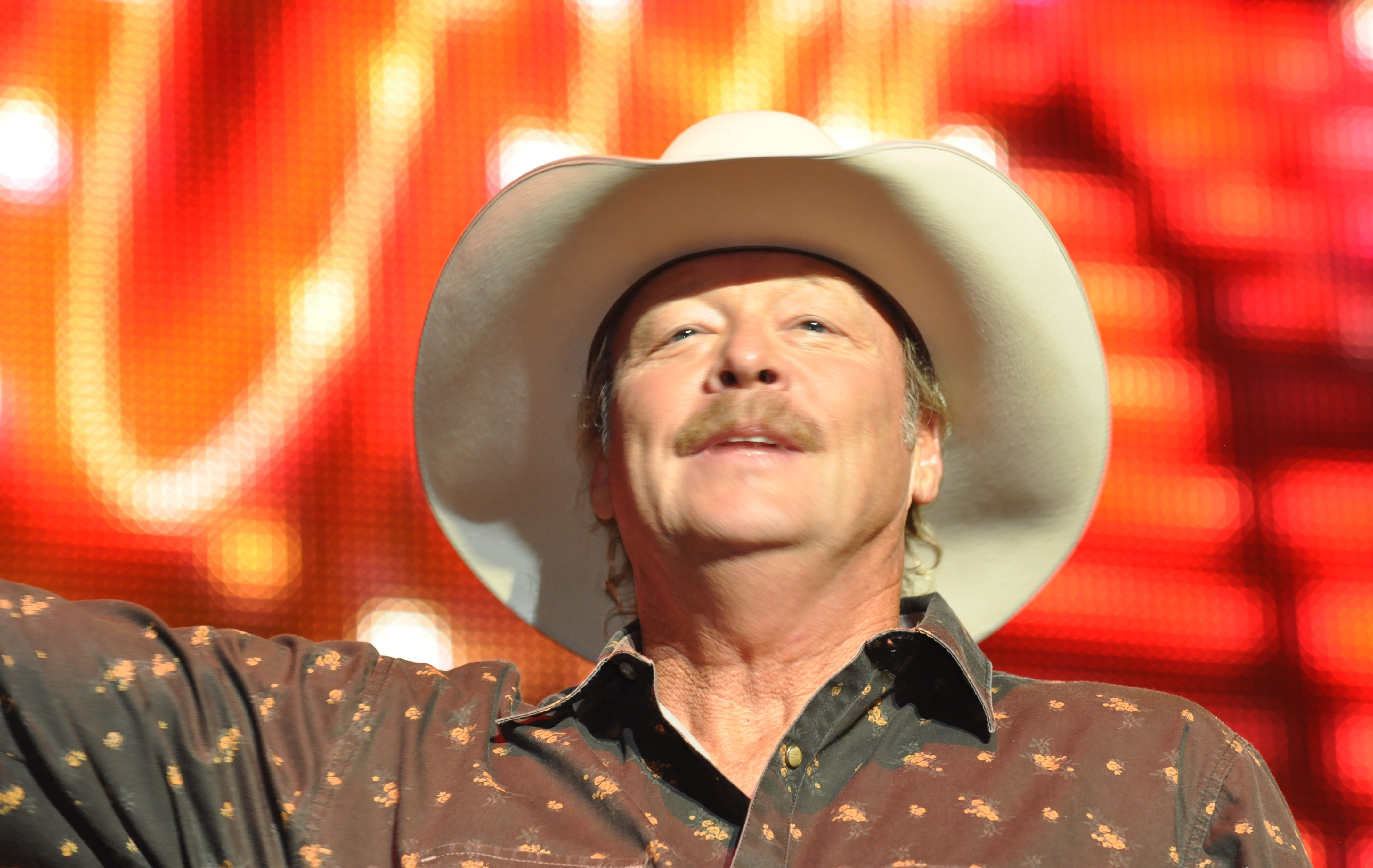
Alan Jackson en un concert el 2012.

### Premis
Premis Grammy
- 2002: Millor cançó de country per "Where Were You (When the World Stopped Turning)"
- 2011: Millor col·laboració de country amb vocalista per "As She's Walking Away", amb Zac Brown Band

American Music Awards
- 1993: American Music Award for Favorite Country Single per "Chattahoochee"
- 1993: Favorite Country Album per "A Lot About Livin' (And a Little 'bout Love)"

Academy of Country Music
- 1990: Top New Male Vocalist
- 1991: Album of the Year per "Don't Rock the Jukebox"
- 1991: Single of the Year per "Don't Rock the Jukebox"
- 1993: Album of the Year per "A Lot About Livin' (And a Little 'bout Love)"
- 1993: Single of the Year per "Chattahoochee"
- 1994: Top Male Vocalist
- 1995: Top Male Vocalist
- 2001: Single of the Year per "Where Were You (When the World Stopped Turning)"
- 2001: Song of the Year per "Where Were You (When the World Stopped Turning)"
- 2001: Top Male Vocalist
- 2002: Album of the Year per "Drive"
- 2002: Video of the Year per "Drive (For Daddy Gene)"
- 2003: Single of the Year per "It's Five O'Clock Somewhere"
- 2003: Vocal Event of the Year amb Jimmy Buffett per "It's Five O'Clock Somewhere"
- 2018: Cliffie Stone Icon Award

Country Music Association
- 1992: Music Video of the Year per "Midnight in Montgomery"
- 1993: Music Video of the Year per "Chattahoochee"
- 1993: Single of the Year per "Chattahoochee"
- 1993: Vocal Event of the Year per "I Don't Need Your Rockin' Chair"
- 1994: Song of the Year amb Jim McBride per "Chattahoochee"
- 1995: Entertainer of the Year
- 2000: Vocal Event of the Year per "Murder on Music Row"
- 2002: Album of the Year per "Drive"
- 2002: Male Vocalist of the Year
- 2002: Entertainer of the Year
- 2002: Single of the Year per "Where Were You (When the World Stopped Turning)"
- 2002: Song of the Year per "Where Were You (When the World Stopped Turning)"
- 2003: Entertainer of the Year
- 2003: Male Vocalist of the Year
- 2003: Vocal Event of the Year amb Jimmy Buffett per "It's Five O'Clock Somewhere"

### Nominacions
- 1998: Grammy al millor àlbum de country
- 2001: Grammy al millor àlbum de country
- 2003: Grammy al millor àlbum de country
- 2007: Grammy al millor àlbum de country